# Lista över assessorer i Svea hovrätt
Detta är en lista över assessorer i Svea hovrätt.

## Assessorer i Göta Svea hovrätt (påbörjad)
- 1699–1704: Germund Cederhielm
- 1701–1712: Gabriel Stierncrona
- 1701–1715: Nicolaus Lagerkrook

### Andra klassen
- 1614–1616: Göran Snakenborg
- 1614–1621: Carl Ericsson Gyllenstierna af Lundholm
- 1614–1619: Jakob Snakenborg
- 1614–1615: Jöns Göransson Lilliesparre
- 1615–1617: Johan Skytte
- 1615–1624: Boo Gustafsson
- 1616–1619: Pehr Göransson Ulfsparre
- 1617: Carl Christersson Månesköld
- 1617–1622: Johan Ulfsparre
- 1619–1620: Christoffer Ribbing
- 1620–1625: Lars Bengtsson Skytte
- 1696–1702: Thomas Blixenstierna
- 1697–1699: Christer Christersson Bonde

### Tredje klassen
- 1614–1615: Michill Olofsson
- 1614–1616: Johannes Messenius
- 1614–1620: Lassen Bengtsson Skytte
- 1614–1627: Hans Doober
- 1615–1642: Oloff Nilsson
- 1616–1630: Axell Hansson
- 1617–1620: Carl Jönsson
- 1620–1623: Pehr Månsson
- 1620–1624: Johan Adler Salvius
- 1624–1647: Carl Olofsson Rosing
- 1624–1635: Jonas Pedersson
- 1627–1634: Pehr Andersson
- 1628–1640: Eric Andersson
- 1630–1633: Bengt Crusius
- 1633–1648: Ericus Olai Balingstadius
- 1634: Peter Gavelius
- 1634–1639: Daniel Nicolai Sidenius
- 1635–1639: Aegidius Girs
- 1639–1651: Eric Rosenhielm
- 1640–1653: Olof Mårtensson Berling
- 1640–1648: Olof Lovisinus
- 1642–1651: Johannes Graan
- 1647–1661: Carl Risenstielke
- 1648–1655: Anders Solenblomma
- 1649–1654: Daniel Behmer
- 1651–1652: Samuel Kylander
- 1651–1655: Samuel Shillerfelt
- 1652–1655: Eric Lagerqvist
- 1653–1655: Johan Wattrang
- 1654–1655: Johan Sylvius
- 1655–1664: Nils Nilsson
- 1655–1664: Magnus Gripenklo
- 1655–1674: Michill Olofson Dubb
- 1655–1658: Nicolaus Skunck
- 1655–1671: Magnus Schiller
- 1655–1665: Mårten Brenner
- 1658–1674: Magnus Larsson
- 1664–1675: Jonas Sundell
- 1664–1672: Johannes Bureus
- 1664–1693: Magnus Utterhielm
- 1666–1668: Olof Arvidsson Thegner
- 1668–1674: Jonas Rothåf
- 1671–1684: Petrus Jonae Salanus
- 1672–1686: Lars Månsson Mörling
- 1674–1688: Jacob Andreae Parmander
- 1674–1691: Jöns Claesson Wallwijk
- 1674–1679: Petter Kyronius
- 1679–1680: Daniel Caméen
- 1680–1692: Jonas Hassel
- 1681–1684: Lars Andersson Hylthen
- 1681–1682: Johan Rokes
- 1682–1695: Sven Hasselbom
- 1683–1695: Pehr Broméen
- 1684–1693: Sylvester Phrygius
- 1684–1704: Lars Wadenstierna
- 1687–1705: Petter Kalling
- 1688–1712: Pehr Scheffer
- 1688–1711: Magnus Stiernmarck
- 1691–1693: Carl Eritz
- 1693–1696: Niclas Huldt
- 1693–1714: Johan Skutenhielm
- 1693–1712: Samuel Göthe
- 1695–1718: Magnus Kijl
- 1695–1704: Lars Svanhals
- 1696–1701: Anders Schonberg